# Microiulus bjelasnicensi
Microiulus bjelasnicensi är en mångfotingart som beskrevs av Karl Wilhelm Verhoeff 1898. Microiulus bjelasnicensi ingår i släktet Microiulus och familjen kejsardubbelfotingar. Inga underarter finns listade i Catalogue of Life.